# Figueirão
Figueirão is een gemeente in de Braziliaanse deelstaat Mato Grosso do Sul. De gemeente telt 3.443 inwoners (schatting 2009).
De gemeente grenst aan Alcinópolis, Camapuã, Costa Rica en Coxim.